# 陳氏櫛鱗鰨
陳氏櫛鱗鰨為輻鰭魚綱鰈形目鰨亞目鰨科的其中一種，為熱帶海水魚，分布於西北太平洋日本及台灣海域，棲息深度14-48公尺，體長可達7.4公分，棲息在底層水域，生活習性不明。